# Список російських офіцерів, що загинули під час вторгнення в Україну (2024)
Це список російських офіцерів, які були вбиті в боях під час вторгнення російських військ в Україну, яке розпочалося 24 лютого 2022 року. У переліку, який рекомендовано до висвітлення Мілітарі Медіа Центром (Military Media Center), поширено інформацію про ліквідованих окупантів, в тому числі стосовно вищого та старшого офіцерського складу, а також молодших офіцерів та інших вбитих військовослужбовців, які були нагороджені званням «Герой Російської Федерації» в період від 1 січня 2024 року і далі.
Станом на 20 грудня 2024 року російська служба BBC, у співпраці з інтернет-ЗМІ «Медиазона», встановила імена щонайменш 4 500 російських офіцерів, які були вбиті за весь час повномасштабного вторгнення (в тому числі 9 генералів, 141 полковника, 331 підполковників, 2 капітани 1-го рангу, 2 капітани 2-го рангу).

## Вищі офіцери

### Генерал-полковники/адмірали
| № | Світлина / Емблема | Прізвище, ім'я, по батькові | Звання | Посада / підрозділ | Участь в інших війнах | Дата загибелі | Місце загибелі | Примітки |
| 1 |                    |                             |        |                    |                       |               |                |          |

### Генерал-лейтенанти/віцеадмірали
| № | Світлина / Емблема | Прізвище, ім'я, по батькові | Звання            | Посада / підрозділ                                                                                 | Участь в інших війнах     | Дата загибелі            | Місце загибелі | Примітки                                    |
| 1 |                    | Кирилов Ігор Анатолійович   | генерал-лейтенант | начальник військ радіаційного, хімічного та біологічного захисту Збройних сил Російської Федерації | Інтервенція Росії в Сирію | 17 грудня 2024 (54 роки) | м. Москва      | загинув від вибухівки, закладеної в самокат |

### Генерал-майори/контрадмірали
| № | Світлина / Емблема | Прізвище, ім'я, по батькові | Звання                            | Посада / підрозділ                                                                 | Участь в інших війнах | Дата загибелі               | Місце загибелі | Примітки |
| 1 |                    | Головацький Андрій Олегович | генерал-майор поліції у відставці | (посада — не встановлена), (підрозділ — не встановлено)                            |                       | 30 червня 2024 (62 роки)    |                | колишній перший заступник начальника штабу Північно-Кавказького регіонального командування внутрішніх військ МВС, засуджений у 2019 році за одержання хабарів від підлеглих                       |
| 2 |                    | Саїдов Ільдар Муратович     | генерал-майор ФМС у відставці     | (посада — не встановлена), Шторм-Z                                                 |                       | 14 вересня 2024 (55 років)  |                | колишній начальник астраханської митниці, засуджений за хабарництво |
| 3 |                    | Клименко Павло Юрійович     | генерал-майор                     | командувач 5-ї окремої мотострілецької бригади імені Олександра Захарченка в «ДНР» | Перша чеченська війна | 6 листопада 2024 (47 років) | м. Донецьк     | помер від поранень, отриманих біля Красногорівки внаслідок ураження FPV-дрона, у госпіталі Нагороджений трьома орденами Мужності, званнями «Герой ДНР» і, посмертно, «Герой Російської Федерації» |

## Старші офіцери

### Полковники/капітани 1-го рангу
| №  | Світлина / Емблема | Прізвище, ім'я, по батькові        | Звання                                   | Посада / підрозділ | Участь в інших війнах                                                                               | Дата загибелі                | Місце загибелі                                      | Примітки |
| 1  |                    | Ісмагілов Вадим Наільйович         | полковник                                | командир 3-го радіотехнічного полку 31-ї дивізії ППО 4-ї армії ВПС і ППО                                                       | Інтервенція Росії в Сирію                                                                           | 4 січня 2024                 | м. Саки, АР Крим                                    | |
| 2  |                    | Оспанов Арман Толегенович          | полковник                                | начальник бронетанкової служби ПДВ ЗС РФ                                                                                       | Війна на сході України                                                                              | 6 січня 2024 (51 рік)        | поблизу с. Козачі Лагері, Херсонська область        | загинув в результаті підриву на міні                                                                                          |
| 3  |                    | Кузнєцов Геннадій Геннадійович     | полковник поліції у відставці            | (посада — не встановлена), 299-й парашутно-десантний полк, 98-ма повітрянодесантна дивізія                                     | | 20 січня 2024 (43 роки)      |                                                     | |
| 4  |                    | Потелещенко Олексій Олександрович  | полковник внутрішньої служби             | глава «Міністерства надзвичайних ситуацій» «Луганської народної республіки»                                                    | Війна на сході України                                                                              | 3 лютого 2024 (47 років)     | м. Лисичанськ, Луганська область                    | |
| 5  |                    | Магомеджанов Магомедалі Камільєвич | полковник                                | заступник командувача 18-ї загальновійськової армії                                                                            | - Перша чеченська війна - Друга чеченська війна - Інтервенція Росії в Сирію                         | 14 лютого 2024 (57 років)    | м. Севастополь                                      | помер від поранень в госпіталі нагороджений орденом «За військові заслуги» і, посмертно, званням «Герой Російської Федерації» |
| 6  |                    | Мусаєв Гусейн Вілаятович           | полковник                                | командир 36-ї окремої мотострілецької бригади                                                                                  | Інтервенція Росії в Сирію                                                                           | 20 лютого 2024               | с. Трудівське, Волноваський район, Донецька область | |
| 7  |                    | Слюсар Вадим Олександрович         | полковник                                | заступник начальника військового навчального центру, Санкт-Петербурзький державний університет телекомунікацій                 | Інтервенція Росії в Сирію                                                                           | 20 лютого 2024               | с. Трудівське, Волноваський район, Донецька область | |
| 8  |                    | Шевельов Петро Петрович            | полковник поліції у відставці            | доброволець, (підрозділ — не встановлено)                                                                                      | Друга чеченська війна                                                                               | 9 березня 2024 (59 років)    |                                                     | |
| 9  |                    | Новосьолов Олександр Сергійович    | полковник запасу                         | отаман Тверського окремого козачого товариства Центрального козачого війська                                                   | | 22 березня 2024              |                                                     | |
| 10 |                    | Кропотов Павло Олександрович       | полковник                                | командир 59-ї гвардійської бригади управління (зв'язку)                                                                        | Інтервенція Росії в Сирію                                                                           | 13 квітня 2024 (45 років)    | м. Луганськ                                         | в результаті ракетного удару по командному центру                                                                             |
| 11 |                    | Москвин Павло Анатолійович         | полковник                                | начальник кафедри автомобільних військ військового факультету Петербурзького Політехнічного університету імені Петра Великого  | | 24 квітня 2024               |                                                     | |
| 12 |                    | Петров Володимир Сергійович        | полковник                                | начальник кафедри загальновійськової підготовки навчального військового центру МІРЕА                                           | Громадянська війна в Нікарагуа Війна в Абхазії Придністровський конфлікт Громадянська війна в Сирії | 2 травня 2024                |                                                     | нагороджений медаллю Суворова                                                                                                 |
| 13 |                    | Гурьянов Роман Вікторович          | полковник                                | начальник служби управління військ РХБЗ Південного військового округу                                                          | - Карабаський конфлікт - Інтервенція Росії в Сирію                                                  | 20 травня 2024 (46 років)    | м. Луганськ                                         | |
| 14 |                    | Міхеркін Ігор Геннадійович         | полковник                                | (посада — не встановлена), (підрозділ — не встановлено)                                                                        | | 20 травня 2024 (44 роки)     | м. Луганськ                                         | |
| 15 |                    | Ляпін Олексій Іванович             | полковник                                | начальник загону спеціального призначення Прикордонної служби ФСБ Росії по Білгородській та Воронезькій областях               | Громадянська війна в Таджикистані Друга чеченська війна Анексія Криму (2014)                        | 17 червня 2024 (47 років)    |                                                     | нагороджений орденом Мужності                                                                                                 |
| 16 |                    | Ненастьєв Володимир Борисович      | полковник запасу                         | командир батареї (або батальйону) добровольчого підрозділу БАРС-14                                                             | | 24 червня 2024 (58 років)    |                                                     | нагороджений медаллю «За хоробрість» 2 ступеня                                                                                |
| 17 |                    | Барашкін Дмитро Анатолійович       | полковник                                | начальник військово-політичного управління — заступник командувача 35-ї загальновійськової армії з військово-політичної роботи | | 21 липня 2024 (43 роки)      |                                                     | |
| 18 |                    | Бугров Максим Сергійович           | полковник поліції у відставці            | (посада — не встановлена), (підрозділ — не встановлено)                                                                        | | 28 липня 2024                |                                                     | |
| 19 |                    | Сидоренко Денис Євгенович          | полковник                                | командир батальйону «БАРС-8»                                                                                                   | | 1 серпня 2024 (47 років)     |                                                     | |
| 20 |                    | Шахов Олександр                    | полковник                                | командир танкового батальйону, (підрозділ — не встановлено)                                                                    | | до 12 серпня 2024 (47 років) |                                                     | |
| 21 |                    | Артемов Євген Михайлович           | полковник                                | заступник командира 83-ї окремої десантно-штурмової бригади                                                                    | Інтервенція Росії в Сирію                                                                           | 20 вересня 2024 (39 років)   |                                                     | |
| 22 |                    | Никитенко Сергій Юрійович          | полковник внутрішньої служби             | начальник 4-го пожежно-рятувального загону Федеральної протипожежної служби ДПС з «ДНР»                                        | Війна на сході України                                                                              | 24 вересня 2024 (48 років)   | Горлівка                                            | |
| 23 |                    | Богоносцев Сергій                  | полковник                                | начальник служби ракетно-артилерійського озброєння бригади, (підрозділ — не встановлено)                                       | Інтервенція Росії в Сирію                                                                           | 10 жовтня 2024 (57 років)    |                                                     | |
| 24 |                    | Лєбєдєв Олександр Михайлович       | полковник                                | заступник командира 9-ї окремої мотострілецької бригади                                                                        | Друга чеченська війна                                                                               | 26 листопада 2024            | Донецька область                                    | |
| 25 |                    | Жук Сергій                         | полковник внутрішньої служби у відставці | (посада — не встановлена), (підрозділ — не встановлено)                                                                        | | 20 грудня 2024               |                                                     | |
| 26 |                    | Багієв Ібрагім Миколаєвич          | полковник ПДВ у відставці                | (посада — не встановлена), 155-та окрема бригада морської піхоти                                                               | Війна на сході України                                                                              | 21 грудня 2024 (51 рік)      | Кремінна                                            | псевдо «Терек» |
| 27 |                    | Транковський Валерій Миколайович   | капітан 1-го рангу                       | командир 41-ї бригади ракетних катерів                                                                                         | - Анексія Криму (2014) - Інтервенція Росії в Сирію                                                  | 13 листопада 2024 (47 років) | м. Севастополь                                      | підірваний у власному авто |

### Підполковники/капітани 2-го рангу
| №  | Світлина / Емблема | Прізвище, ім'я, по батькові       | Звання                                      | Посада / підрозділ | Участь в інших війнах                                                                             | Дата загибелі                | Місце загибелі                                      | Примітки                                                                                |
| 1  |                    | Чорнобривий Олександр Іванович    | підполковник                                | заступник командира 43-го окремого морського штурмового авіаційного полку (ЧФ РФ)                                            | - Анексія Криму (2014) - Інтервенція Росії в Сирію                                                | 5 січня 2024                 | м. Саки, АР Крим                                    |                                                                                         |
| 2  |                    | Атанов Руслан Сергійович          | підполковник                                | командир 2-го зенітно-ракетного полку 104-ї гвардійської десантно-штурмової дивізії                                          | Інтервенція Росії в Сирію                                                                         | 14 січня 2024 (39 років)     | Козачі Лагері                                       | нагороджений двома орденами Мужності                                                    |
| 3  |                    | Левченко В'ячеслав Іванович       | підполковник                                | командир авіаційного комплексу радіолокаційного дозору і наведення А-50                                                      | - Анексія Криму (2014) - Інтервенція Росії в Сирію                                                | 14 січня 2024                | Азовське море                                       |                                                                                         |
| 4  |                    | Харченко Андрій Васильович        | підполковник                                | заступник командира 1125-го мотострілецького полку з військово-політичної роботи                                             |                                                                                                   | 16 січня 2024                |                                                     | псевдо «Грім»                                                                           |
| 5  |                    | Бурганов Ільнур Фарітович         | підполковник поліції у відставці            | командир штурмового взводу, (підрозділ — не встановлено)                                                                     |                                                                                                   | 22 січня 2024 (42 роки)      |                                                     | колишній заступник начальника поліції м. Тобольська                                     |
| 6  |                    | Опанасюк Ігор Андрійович          | підполковник                                | командир батальйону 15-ї окремої мотострілецької бригади                                                                     |                                                                                                   | 27 січня 2024 (34 роки)      |                                                     | нагороджений орденом Мужності                                                           |
| 7  |                    | Метьолкін Андрій Вітальович       | підполковник                                | командир батальйону, (підрозділ — не встановлено)                                                                            |                                                                                                   | 2 лютого 2024 (52 роки)      |                                                     |                                                                                         |
| 8  |                    | Востров Дмитро Олександрович      | підполковник                                | командир батальйону 36-ї окремої мотострілецької бригади                                                                     |                                                                                                   | 20 лютого 2024               | с. Трудівське, Волноваський район, Донецька область |                                                                                         |
| 9  |                    | Кожухов Роман Миколайович         | підполковник                                | заступник командира 155-ї гвардійської бригади морської піхоти                                                               | Інтервенція Росії в Сирію                                                                         | 27 лютого 2024               | с. Оленівка, Донецька область                       |                                                                                         |
| 10 |                    | Сагідуллін Анвар                  | підполковник                                | (посада — не встановлена), (підрозділ — не встановлено)                                                                      |                                                                                                   | до 1 березня 2024            |                                                     |                                                                                         |
| 11 |                    | Кульсарин Ільфат Сібагатуллович   | підполковник поліції у відставці            | заступник командира взводу, 31-й мотострілецький полк, 67-ма мотострілецька дивізія, 25-та загальновійськова армія           |                                                                                                   | 15 березня 2024 (54 роки)    |                                                     |                                                                                         |
| 12 |                    | Глєбов Володимир Олексійович      | підполковник поліції                        | (посада — не встановлена), (підрозділ — не встановлено)                                                                      |                                                                                                   | до 2 квітня 2024             |                                                     |                                                                                         |
| 13 |                    | Кім Роман Інтекович               | підполковник                                | заступник командира 678-го артилерійського полку                                                                             |                                                                                                   | 5 квітня 2024                |                                                     |                                                                                         |
| 14 |                    | Абдурагімов Мадрид Абдулнасірович | підполковник                                | (посада — не встановлена), ФСКН у Дагестані                                                                                  |                                                                                                   | 10 квітня 2024 (45 років)    |                                                     |                                                                                         |
| 15 |                    | Ритченко Євген Володимирович      | підполковник                                | заступник начальника штабу Центрального військового округу                                                                   |                                                                                                   | 13 квітня 2024 (37 років)    | м. Луганськ                                         | в результаті ракетного удару по командному центру                                       |
| 16 |                    | Прокоп'єв Дмитро Петрович         | підполковник                                | начальник артилерії 331-го гвардійського парашутно-десантного полку                                                          | - Анексія Криму (2014) - Інтервенція Росії в Сирію                                                | 16 квітня 2024               | м. Бахмут                                           | в результаті ракетного удару по КП                                                      |
| 17 |                    | Ашимбеков Алмазбек Кубаничбекович | підполковник                                | заступник командира 90-ї танкової дивізії з воєнно-політичної роботи                                                         |                                                                                                   | 17 квітня 2024               |                                                     |                                                                                         |
| 18 |                    | Спиридонов Володимир              | підполковник                                | (посада — не встановлена), 4-й дивізіон 1528-го зенітного ракетного полку                                                    |                                                                                                   | 30 квітня 2024 (51 рік)      |                                                     |                                                                                         |
| 19 |                    | Теремков Олексій Сергійович       | підполковник                                | командир батальйону 810-ї окремої бригади морської піхоти                                                                    | - Анексія Криму (2014) - Інтервенція Росії в Сирію                                                | 10 травня 2024               |                                                     |                                                                                         |
| 20 |                    | Кулаков Олександр Олександрович   | підполковник                                | командир 3-го радіотехнічного полку ПКС РФ (в/ч 85683)                                                                       |                                                                                                   | 13 травня 2024               | на горі Ай-Петрі (Крим)                             | в результаті ракетного удару                                                            |
| 21 |                    | Кічкин Павло Володимирович        | підполковник                                | начальник служби пожежної безпеки штаба матеріально-технічного забеспечення Південного військового округу                    | Громадянська війна в Сирії                                                                        | 20 травня 2024               | м. Луганськ                                         |                                                                                         |
| 22 |                    | Лавренков Леонід Володимирович    | підполковник                                | заступник командира 39-ї окремої мотострілецької бригади                                                                     |                                                                                                   | 25 травня 2024 (48 років)    |                                                     |                                                                                         |
| 23 |                    | Гацуков Сергій Олександрович      | підполковник                                | (посада — не встановлена), (підрозділ — не встановлено)                                                                      | Громадянська війна в Сирії                                                                        | 29 травня 2024               |                                                     |                                                                                         |
| 24 |                    | Микушин Дмитро Олексійович        | підполковник                                | заступник командира з озброєння, 228-й мотострілецький полк                                                                  |                                                                                                   | 1 червня 2024 (43 роки)      | Крим                                                |                                                                                         |
| 25 |                    | Гребенніков Олександр Миколайович | підполковник внутрішньої служби у відставці | доброволець, (підрозділ — не встановлено)                                                                                    |                                                                                                   | 3 червня 2024 (39 років)     |                                                     | колишній начальник виправної колонії №1 в Оренбурзькій області                          |
| 26 |                    | Бабкін Андрій Геннадійович        | підполковник запасу                         | служив у спецназі ГРУ МО РФ, інструктор, (підрозділ — не встановлено)                                                        | Афганська війна Осетино-інгуський конфлікт Придністровський конфлікт Грузино-осетинський конфлікт | до 8 червня 2024 (67 років)  |                                                     | глава «Боєвоє братство» Волгограда                                                      |
| 27 |                    | Шпаков Андрій                     | підполковник поліції запасу                 | (посада — не встановлена), (підрозділ — не встановлено)                                                                      |                                                                                                   | до 20 червня 2024 (49 років) | Красногорівка                                       | колишній начальник ФСВП з Ростовської області нагороджений орденом Мужності (посмертно) |
| 28 |                    | Торопчанін Анатолій Павлович      | підполковник                                | (посада — не встановлена), управління ФСБ                                                                                    |                                                                                                   | 1 липня 2024 (46 років)      |                                                     |                                                                                         |
| 29 |                    | Абітаєв Рустам Сулейманович       | підполковник                                | командир 159-го протитанкового артилерійського дивізіону 3-ї мотострілецької дивізії                                         | Інтервенція Росії в Сирію                                                                         | 6 липня 2024                 |                                                     |                                                                                         |
| 30 |                    | Голобородько Ігор                 | підполковник                                | заступник командира 1441-го самохідно-артилерійського полку по роботі з особовим складом                                     |                                                                                                   | до 7 липня 2024              |                                                     |                                                                                         |
| 31 |                    | Пименов Максим Анатолійович       | підполковник                                | старший експерт-криміналіст Управління ФСБ із Санкт-Петербурга                                                               |                                                                                                   | 19 липня 2024                | Курська область                                     |                                                                                         |
| 32 |                    | Большаков Олексій                 | підполковник                                | (посада — не встановлена), 64-та окрема мотострілецька бригада                                                               |                                                                                                   | 27 липня 2024 (47 років)     |                                                     |                                                                                         |
| 33 |                    | Валгуцков Анатолій Володимирович  | підполковник поліції                        | заступник начальника — начальник центру ліцензійно-дозвільної роботи обласного управління Росгвардії по Саратовській області |                                                                                                   | ?? липня 2024 (53 роки)      | Водяне                                              |                                                                                         |
| 34 |                    | Камалов Марат                     | підполковник поліції запасу                 | командир роти, (підрозділ — не встановлено)                                                                                  |                                                                                                   | 3 серпня 2024 (54 роки)      |                                                     |                                                                                         |
| 35 |                    | Филипчук Сергій Васильович        | капітан 2-го рангу                          | заступник командира 128-ї мотострілецької бригади з військово-політичної роботи                                              |                                                                                                   | 4 серпня 2024 (57 років)     | Вовчанськ                                           |                                                                                         |
| 36 |                    | Садрієв Рінат                     | підполковник                                | (посада — не встановлена), (підрозділ — не встановлено)                                                                      |                                                                                                   | до 5 серпня 2024             |                                                     |                                                                                         |
| 37 |                    | Давидов Дауд                      | підполковник поліції у запасі               | (посада — не встановлена), (підрозділ — не встановлено)                                                                      |                                                                                                   | до 7 серпня 2024             |                                                     |                                                                                         |
| 38 |                    | Шульгін Микола Олексійович        | підполковник                                | командир вертольота Ка-52, в/ч 41687                                                                                         |                                                                                                   | 10 серпня 2024               | Курська область                                     | збитий разом з вертольотом за допомогою ПЗРК                                            |
| 39 |                    | Чебнєв Сергій Володимирович       | підполковник                                | командир батальйоном 9-го мотострілецького полку                                                                             |                                                                                                   | 18 серпня 2024 (45 років)    | Мала Локня, Курської області                        | нагороджений званням Герой Російської Федерації (посмертно)                             |
| 40 |                    | Грицай Сергій Вікторович          | підполковник                                | командир взводу БПЛА, 87-й окремий стрілецький полк                                                                          | війна на сході України                                                                            | 13 вересня 2024 (50 років)   | Лісівка                                             |                                                                                         |
| 41 |                    | Курін Олександр В'ячеславович     | підполковник                                | командир 234-го гвардійського парашутно-десантного полку 76-ї гвардійської десантно-штурмової дивізії                        |                                                                                                   | 14 вересня 2024              | Глушковський район, Курська область                 |                                                                                         |
| 42 |                    | Цоффка В'ячеслав Львович          | підполковник                                | начальник піротехнічного відділу центру МНС «Лідер»                                                                          |                                                                                                   | 21 вересня 2024 (46 років)   | Курська область                                     |                                                                                         |
| 43 |                    | Гайворонський Ігор Євгенович      | підполковник                                | пілот Су-25, 960-й штурмовий авіаційний полк (в/ч 75387, Приморсько-Ахтарськ)                                                |                                                                                                   | 2 жовтня 2024                | у районі Бахмуту                                    | знищений разом з Су-25                                                                  |
| 44 |                    | Лисенко Дмитро Анатолійович       | капітан 2-го рангу                          | (посада — не встановлена), Чорноморський флот ВМФ Росії                                                                      | Анексія Криму (2014)                                                                              | 16 жовтня 2024 (46 років)    | Херсонська область                                  |                                                                                         |
| 45 |                    | Хасанов Руслан                    | підполковник поліції                        | (посада — не встановлена), (підрозділ — не встановлено)                                                                      |                                                                                                   | до 3 листопада 2024          |                                                     |                                                                                         |
| 46 |                    | Желтишев Дмитро                   | підполковник юстиції                        | ексзаступник начальника ИЧ-40 ФСВП, (посада — не встановлена), (підрозділ — не встановлено)                                  |                                                                                                   | до 3 листопада 2024          |                                                     |                                                                                         |
| 47 |                    | Полікарпов Ілля Володимирович     | підполковник                                | помічник начальника військ радіаційного, хімічного та біологічного захисту Збройних Сил Російської Федерації                 |                                                                                                   | 17 грудня 2024 (33 роки)     | м. Москва                                           |                                                                                         |
| 48 |                    | Малецький Павло Олександрович     | підполковник                                | командир 656-го інженерного батальйону 76-ї гвардійської десантно-штурмової дивізії                                          | Анексія Криму (2014)                                                                              | 30 грудня 2024 (39 років)    | м. Льгов, Курська область (РФ)                      | знищенний в штабі після влучання ракети Storm Shadow                                    |
| 49 |                    | Терещенко Валерій Борисович       | підполковник                                | начальник зв'язку 76-ї гвардійської десантно-штурмової дивізії                                                               |                                                                                                   | 30 грудня 2024 (56 років)    | м. Льгов, Курська область (РФ)                      | знищенний в штабі після влучання ракети Storm Shadow                                    |
| 50 |                    | Селіверстов Олексій Олександрович | підполковник                                | начальник служби РХБЗ 76-ї гвардійської десантно-штурмової дивізії                                                           |                                                                                                   | 30 грудня 2024               | м. Льгов, Курська область (РФ)                      | знищенний в штабі після влучання ракети Storm Shadow                                    |
| 51 |                    | Даутов Руслан Барієвич            | підполковник                                | (посада — не встановлена), 76-ї гвардійської десантно-штурмової дивізії                                                      |                                                                                                   | 30 грудня 2024 (38 років)    | м. Льгов, Курська область (РФ)                      | знищенний в штабі після влучання ракети Storm Shadow                                    |

### Майори/капітани 3-го рангу
| №  | Світлина / Емблема | Прізвище, ім'я, по батькові      | Звання                    | Посада / підрозділ | Участь в інших війнах                                | Дата загибелі                   | Місце загибелі                                                             | Примітки                                                                                                 |
| 1  |                    | Морозов Денис Олександрович      | майор                     | заступник командира загону 346-ї окремої бригади спецпризначення | Російсько-грузинська війна Інтервенція Росії в Сирію | 9 січня 2024 (41 рік)           | м. Санкт-Петербург (РФ), помер у військовому госпіталі внаслідок поранення | |
| 2  |                    | Квасов Максим Олександрович      | майор                     | штурман літака А-50 | - Анексія Криму (2014) - Інтервенція Росії в Сирію   | 14 січня 2024 (41 рік)          | Азовське море                                                              | нагороджений орденом Мужності                                                                            |
| 3  |                    | Шадров Олександр Сергійович      | майор                     | начальник напрямку-штурман наведення А-50 | - Інтервенція Росії в Сирію                          | 14 січня 2024 (41 рік)          | Азовське море                                                              | нагороджений орденом Мужності                                                                            |
| 4  |                    | Клімов Віктор Іванович           | майор                     | старший льотчик-випробувач 1338-го випробувального центру «Щолково», аеродром «Чкаловський» Московської обл. (в/ч 27237), командир Іл-22М11 (борт. номер 75106)                                           | Інтервенція Росії в Сирію                            | 14 січня 2024 (42 роки)         | в повітряному просторі над Азовським морем                                 | нагороджений орденом Мужності                                                                            |
| 5  |                    | Бойко Олексій Леонідович         | майор                     | командир 60-ї окремої роти спеціального призначення 41-ї загальновійськової армії |                                                      | 19 січня 2024                   |                                                                            | |
| 6  |                    | Драгуновський Євген Сергійович   | майор                     | командир окремого інженерно-саперного батальйону, (підрозділ — не встановлено) |                                                      | 21 січня 2024 (33 роки)         |                                                                            | |
| 7  |                    | Гурін Максим Олександрович       | майор                     | (посада — не встановлена), (підрозділ — не встановлено) |                                                      | 23 січня 2024 (43 роки)         |                                                                            | |
| 8  |                    | Биков Артем Сергійович           | майор                     | (посада — не встановлена), ФСБ РФ |                                                      | 24 січня 2024                   |                                                                            | |
| 11 |                    | Савван Ігор                      | майор                     | (посада — не встановлена), (підрозділ — не встановлено) |                                                      | до 9 лютого 2024                |                                                                            | |
| 12 |                    | Обручков Олексій                 | майор                     | (посада — не встановлена), (підрозділ — не встановлено) |                                                      | до 9 лютого 2024                |                                                                            | |
| 13 |                    | Єкчебеєв Амаду Євгенович         | майор                     | командир батальйону 488-го мотострілецького полку 144-ї мотострілецької дивізії |                                                      | до 12 лютого 2024               |                                                                            | |
| 14 |                    | Дядьков Євген Олександрович      | майор                     | (посада — не встановлена), Центр спеціального призначення «Кубінка» | - Анексія Криму (2014) - Інтервенція Росії в Сирію   | 12 лютого 2024 (36 років)       |                                                                            | |
| 15 |                    | Маклаков Ігор                    | майор                     | заступник командира мотострілецького батальйону, (підрозділ — не встановлено) |                                                      | до 19 лютого 2024               |                                                                            | |
| 16 |                    | Кокшаров Денис Васильович        | майор                     | заступник командира 328-го десантно-штурмового полка 104-ї гвардійської десантно-штурмової дивізії |                                                      | 21 лютого 2024 (32 роки)        |                                                                            | нагороджений двома орденами Мужності                                                                     |
| 17 |                    | Боровіков Валерій Олександрович  | майор                     | командир літака А-50У авіаційної групи бойового застосування літаків дальнього радіолокаційного виявлення 610-го Центру бойового застосування та перенавчання льотного складу                             | - Анексія Криму (2014) - Інтервенція Росії в Сирію   | 23 лютого 2024                  | поблизу х. Трудова Арменія, Краснодарський край (РФ)                       | |
| 18 |                    | Чанцев Михайло Володимирович     | майор                     | помічник командира літака А-50У авіаційної групи бойового застосування літаків дальнього радіолокаційного виявлення 610-го Центру бойового застосування та перенавчання льотного складу                   |                                                      | 23 лютого 2024                  | поблизу х. Трудова Арменія, Краснодарський край (РФ)                       | |
| 19 |                    | Федосов Сергій Олександрович     | майор                     | начальник розрахунку — старший зміни літака А-50У авіаційної групи бойового застосування літаків дальнього радіолокаційного виявлення 610-го Центру бойового застосування та перенавчання льотного складу | Інтервенція Росії в Сирію                            | 23 лютого 2024                  | поблизу х. Трудова Арменія, Краснодарський край (РФ)                       | |
| 20 |                    | Рулюк Олександр Олександрович    | майор                     | штурман наведення літака А-50У авіаційної групи бойового застосування літаків дальнього радіолокаційного виявлення 610-го Центру бойового застосування та перенавчання льотного складу                    | Інтервенція Росії в Сирію                            | 23 лютого 2024                  | поблизу х. Трудова Арменія, Краснодарський край (РФ)                       | |
| 21 |                    | Солдаткін Єгор Юрійович          | майор                     | бортовий інженер літака А-50У авіаційної групи бойового застосування літаків дальнього радіолокаційного виявлення 610-го Центру бойового застосування та перенавчання льотного складу                     | Інтервенція Росії в Сирію                            | 23 лютого 2024                  | поблизу х. Трудова Арменія, Краснодарський край (РФ)                       | |
| 22 |                    | Абілов Олександр Вадимович       | майор                     | (посада — не встановлена), 155-та гвардійська бригада морської піхоти |                                                      | 27 лютого 2024                  | с. Оленівка, Донецька область                                              | |
| 23 |                    | Гриньов Олег Миколайович         | майор                     | командир зенітно-ракетного взводу, (підрозділ — не встановлено) |                                                      | 9 березня 2024                  |                                                                            | |
| 24 |                    | Свешников Сергій Павлович        | майор                     | командир військово-транспортного літака Іл-76, 196-й військово-транспортний авіаційний полк | Анексія Криму (2014)                                 | 12 березня 2024 (53 роки)       | Івановська область                                                         | посмертно нагороджений званням «Герой Російської Федерації»                                              |
| 25 |                    | Панкратов Едгар Костянтинович    | майор                     | командир артдивізіону ДШБ, (підрозділ — не встановлено) |                                                      | 12 березня 2024 (34 роки)       |                                                                            | |
| 26 |                    | Фітісов Ілля                     | майор                     | заступник командира батальйону, (підрозділ — не встановлено) |                                                      | 13 березня 2024 (33 роки)       |                                                                            | |
| 27 |                    | Моргун Василь Іванович           | майор                     | начальник штабу ракетного дивізіону, 71-ша зенітна ракетна бригада |                                                      | 15 березня 2024 (35 років)      |                                                                            | |
| 28 |                    | Даутов Азамат Гараєвич           | майор                     | (посада — не встановлена), (підрозділ — не встановлено) |                                                      | до 24 березня 2024              |                                                                            | |
| 29 |                    | Борсук Сергій Петрович           | майор                     | заступник командира 59-го гвардійського танкового полку з озброєння 144-ї мотострілецької дивізії | Війна на сході України Громадянська війна в Сирії    | 30 березня 2024 (40 років)      |                                                                            | нагороджений орденом Мужності (посмертно)                                                                |
| 30 |                    | Фалевський Юрій Анатолійович     | майор запасу              | доброволець, (підрозділ — не встановлено) |                                                      | до 4 квітня 2024 (56 років)     |                                                                            | |
| 31 |                    | Балов Хизир                      | майор                     | заступник командира батальйону, (підрозділ — не встановлено) |                                                      | 6 квітня 2024 (34 роки)         |                                                                            | |
| 32 |                    | Половодов Євген                  | майор                     | старший офіцер прес-служби Західного військового округу | Інтервенція Росії в Сирію                            | 10 квітня 2024 (33 роки)        |                                                                            | нагороджений орденом Мужності (посмертно)                                                                |
| 33 |                    | Прачук Олександр Олександрович   | майор                     | командир батальйону, (підрозділ — не встановлено) |                                                      | 12 квітня 2024 (36 років)       |                                                                            | |
| 34 |                    | Котов Іраклій Олександрович      | майор                     | начальник зв'язку 331-го гвардійського парашутно-десантного полку | - Анексія Криму (2014) - Інтервенція Росії в Сирію   | 16 квітня 2024                  | м. Бахмут                                                                  | в результаті ракетного удару по КП                                                                       |
| 35 |                    | Першин Дмитро Володимирович      | майор                     | командир 2-го батальйону 331-го гвардійського парашутно-десантного полку |                                                      | 1 травня 2024                   |                                                                            | |
| 36 |                    | Кучаєв Дмитро В'ячеславович      | майор                     | начальник штабу — заступник командира ГАДн 10-го танкового полку 70-ї мотострілецької дивізії 18 ЗВА (РФ)                                                                                                 |                                                      | 4 травня 2024 (36 років)        | поблизу с. Олександрівки, Луганська область                                | в результаті розстрілу підлеглим співслужбовцем                                                          |
| 37 |                    | Васюков Андрій Юрійович          | майор                     | (посада — не встановлена), Центр спеціального призначення «Сенеж» |                                                      | 11 травня 2024                  | м. Донецьк                                                                 | в результаті ракетного удару по ресторану «Paradise»                                                     |
| 38 |                    | Легкий Артем Ігорович            | майор                     | начальник штабу — заступник командира батальйону 3-го радіотехнічного полку | Інтервенція Росії в Сирію                            | 13 травня 2024                  | Ай-Петрі, Crimea                                                           | був ліквідований під час ракетного удару по базі ППО на вершині гори Ай-Петрі                            |
| 39 |                    | Тальянов Володимир               | майор                     | (посада — не встановлена), (підрозділ — не встановлено) |                                                      | до 24 травня 2024 (47/48 років) |                                                                            | |
| 40 |                    | Малахов Олександр Петрович       | майор                     | командир роти, 87-й окремий стрілецький полк (в/ч 34479) |                                                      | 24 травня 2024 (48 років)       |                                                                            | |
| 41 |                    | Глущенко Олександр               | майор                     | (посада — не встановлена), (підрозділ — не встановлено) |                                                      | до 28 травня 2024 (46 років)    |                                                                            | |
| 42 |                    | Лещенко Сергій Анатолійович      | майор                     | командир 1-го батальйону, 114-та окрема гвардійська мотострілецька бригада | Війна на сході України                               | 2 червня 2024 (32 роки)         | м. Донецьк                                                                 | вбитий іншим бойовиком НЗФ                                                                               |
| 43 |                    | Хузієв Тимур Рафікович           | майор                     | начальник артилерії 85-ї окремої мотострілецької бригади |                                                      | 13 червня 2024                  | в районі м. Горлівки, Донецька область                                     | під час інтерв'ю пропагандисту НТВ Олексію Івлєву                                                        |
| 44 |                    | Пєтушков Євген                   | майор                     | (посада — не встановлена), (підрозділ — не встановлено) |                                                      | 15 червня 2024                  |                                                                            | с |
| 45 |                    | Рилов Сергій Володимирович       | майор поліції у відставці | (посада — не встановлена), (підрозділ — не встановлено) |                                                      | 18 червня 2024                  |                                                                            | нагороджений двома медалями «За відвагу»                                                                 |
| 46 |                    | Тертишний Павло Володимирович    | майор                     | (посада — не встановлена), 25-й радіотехнічний полк (в/ч 86655) 4-ї дивізії ППО |                                                      | 19 червня 2024 (39 років)       |                                                                            | |
| 47 |                    | Садрєєв Раміль Ільшатович        | майор                     | (посада — не встановлена), (підрозділ — не встановлено) |                                                      | 21 червня 2024 (36 років)       | в результаті удару по полігону 726 уцпво в м. Ейську                       | |
| 48 |                    | Афанасьєв Іван Андрійович        | майор                     | (посада — не встановлена), Центр спеціального призначення «Сенеж» | - Анексія Криму (2014) - Інтервенція Росії в Сирію   | 2 липня 2024 (34 роки)          | Чернігівська область                                                       | |
| 49 |                    | Круковський Станіслав Вікторович | майор ФСБ                 | старший оперуповноважений військової контррозвідки 177-го окремого полку морської піхоти | Інтервенція Росії в Сирію                            | 2 липня 2024 (33 роки)          | Запорізька область                                                         | посмертно нагороджений званням «Герой Російської Федерації»                                              |
| 50 |                    | Макаров Дмитро Олегович          | майор                     | заступник командира групи Центр спеціального призначення «Кубінка» |                                                      | 5 липня 2024 (35 років)         |                                                                            | |
| 51 |                    | Колкк Сергій Андрійович          | майор                     | головний штурман 610-ї Центра бойового застосування та перенавчання льотного складу | - Анексія Криму (2014) - Інтервенція Росії в Сирію   | 6 липня 2024 (40 років)         |                                                                            | |
| 52 |                    | Велигор Євген Антонович          | майор                     | командир батальйону 35-ї окремої мотострілецької бригади | - Анексія Криму (2014) - Інтервенція Росії в Сирію   | 11 липня 2024 (33 роки)         |                                                                            | |
| 53 |                    | Кулушев Куанбай                  | майор поліції             | (посада — не встановлена), (підрозділ — не встановлено) |                                                      | до 22 липня 2024 (46 років)     |                                                                            | |
| 53 |                    | Керімов Расул                    | майор                     | (посада — не встановлена), служив у в/ч 12267 |                                                      | до 22 липня 2024 (53 роки)      |                                                                            | |
| 54 |                    | Савкін Гліб Олександрович        | майор                     | командир роти 22-ї окремої бригади спеціального призначення |                                                      | до 25 липня 2024                |                                                                            | |
| 55 |                    | Вишневецький Володимир Вадимович | майор                     | начальник штабу-заступник командира батальйону 21-ї окремої гвардійської мотострілецької бригади |                                                      | 27 липня 2024 (36 років)        |                                                                            | |
| 56 |                    | Асанов Михайло Олександрович     | майор                     | (посада — не встановлена), Центр спеціального призначення «Сенеж» |                                                      | 28 липня 2024                   | Семенівський район, Чернігівська область                                   | в ході диверсійно-розвідувального завдання з мінування території                                         |
| 57 |                    | Поспєлов Андрій Іванович         | майор                     | (посада — не встановлена), Центр спеціального призначення «Сенеж» |                                                      | 28 липня 2024                   | Семенівський район, Чернігівська область                                   | в ході диверсійно-розвідувального завдання з мінування території                                         |
| 58 |                    | Тихонов Максим Віталійович       | майор                     | заступник командира вертолітної ескадрилії Росгвардії |                                                      | 31 липня 2024                   | поблизу м. Донецьк                                                         | в ході евакуації поранених                                                                               |
| 59 |                    | Бунін Руслан Вікторович          | майор                     | командир батальйону 51-го парашутно-десантного полку |                                                      | 5 серпня 2024                   | Богданівка                                                                 | |
| 60 |                    | Гоздок Дмитро                    | майор поліції             | (посада — не встановлена), (підрозділ — не встановлено) |                                                      | 8 серпня 2024                   |                                                                            | |
| 61 |                    | Гавриленко Андрій                | майор                     | (посада — не встановлена), (підрозділ — не встановлено) |                                                      | до 17 серпня 2024               |                                                                            | |
| 62 |                    | Михайлов Юрій Олександрович      | майор                     | заступник командира 234-го гвардійського парашутно-десантного полку по роботі з особовим складом | Інтервенція Росії в Сирію                            | 29 серпня 2024 (49 років)       |                                                                            | |
| 63 |                    | Мокроусов Іван Васильович        | майор                     | начальник служби РЕБ 810-ї окремої бригади морської піхоти | Інтервенція Росії в Сирію                            | до 6 вересня 2024               | Херсонська область                                                         | |
| 64 |                    | Дьомін Юрій                      | майор                     | (посада — не встановлена), (підрозділ — не встановлено) |                                                      | до 21 вересня 2024              |                                                                            | |
| 65 |                    | Яхненко Антон Валерійович        | майор                     | командир батальйону, 239-й танковий полк |                                                      | 28 вересня 2024 (42 роки)       |                                                                            | |
| 66 |                    | Первуха Дмитро                   | майор                     | заступник начальника штабу зі служби військ і безпеки військової служби, 273-й розвідувальний центр (в/ч 53847), м. Новосибірськ (РФ)                                                                     |                                                      | 18 жовтня 2024                  | м. Луганськ                                                                | |
| 67 |                    | Рижиков Олександр Володимирович  | майор                     | (посада — не встановлена), Прикордонна служба ФСБ Росії |                                                      | 18 жовтня 2024 (44 роки)        | Бирюківка                                                                  | нагороджений орденом Мужності (посмертно)                                                                |
| 68 |                    | Голенков Дмитро Володимирович    | майор                     | пілот бомбардувальника Ту-22М3 і начальник штабу авіаційної ескадрильї авіаційної групи «Шайковка» 52-го важкого авіаційного бомбардувального полку                                                       |                                                      | 20 жовтня 2024 (46 років)       | Супонєво                                                                   | воєнний злочинець, причетний до ударів по цивільних об'єктах в Україні, через які загинули десятки людей |
| 69 |                    | Смолін Євген Олексійович         | майор                     | (посада — не встановлена), Центр спеціального призначення «Кубінка» | Інтервенція Росії в Сирію                            | 24 жовтня 2024                  |                                                                            | |
| 70 |                    | Петров Альберт Валерьевич        | майор                     | заступник командира мотострілецького батальйону 428-го мотострілецького полку 90-ї гвардійської танкової дивізії                                                                                          |                                                      | до 14 листопада 2024            |                                                                            | |
| 71 |                    | Гарбузов Олександр               | майор                     | (посада — не встановлена), (підрозділ — не встановлено) |                                                      | 20 листопада 2024 (44 роки)     | Курська область                                                            | |
| 72 |                    | Солодовников Максим Миколайович  | майор                     | (посада — не встановлена), 1490-й зенітно-ракетний полк |                                                      | 23 листопада 2024               | Курська область, на борту С-400                                            | |
| 73 |                    | Лебедєв Максим                   | майор                     | заступник командира полку по роботі з особовим складом, (підрозділ — не встановлено) |                                                      | до 26 листопада 2024            |                                                                            | |
| 74 |                    | Кіктенко Сергій                  | майор                     | (посада — не встановлена), (підрозділ — не встановлено) |                                                      | до 26 листопада 2024            |                                                                            | |
| 75 |                    | Распопов Андрій Миколайович      | майор                     | (посада — не встановлена), (підрозділ — не встановлено) |                                                      | до 26 листопада 2024            |                                                                            | |
| 76 |                    | Шекунов Микола                   | майор                     | (посада — не встановлена), (підрозділ — не встановлено) |                                                      | до 26 листопада 2024            |                                                                            | |
| 77 |                    | Корнаков Олексій Володимирович   | майор                     | командир штурмового загону 153-го танкового полка 47-ї танкової дивізії |                                                      | 4 грудня 2024 (35 років)        |                                                                            | |
| 78 |                    | Коломієць Віталій Вікторович     | майор                     | командир батальйону 31-го мотострілецького полку «Башкортостан» |                                                      | 29 грудня 2024                  | Луганська область                                                          | |
| 79 |                    | Цуров Алі Хусейнович             | майор                     | заступник начальника штабу 104-го десантно-штурмового полка |                                                      | 30 грудня 2024 (35 років)       | м. Льгов, Курська область (РФ)                                             | знищенний в штабі після влучання ракети Storm Shadow                                                     |

## Герої Російської Федерації
| №  | Світлина / Емблема | Прізвище, ім'я, по батькові        | Звання             | Посада / підрозділ | Участь в інших війнах                                    | Дата загибелі               | Місце загибелі                       | Примітки                             |
| 1  |                    | Сметанін Олександр Сергійович      | молодший лейтенант | командир парашутно-десантного взводу і бойової машини парашутно-десантного батальйону 217-го парашутно-десантного полку                                                  | Інтервенція Росії в Сирію                                | 2 січня 2024 (26 років)     | біля м. Часів Яр                     | нагороджений орденом Мужності        |
| 2  |                    | Уркумбаєв Єрлан Муратович          | молодший лейтенант | начальник радіолокаційного комплексу батареї артилерійської розвідки вогневих позицій розвідувального артилерійського дивізіону 385-ї артилерійської бригади             |                                                          | 22 січня 2024 (30 років)    |                                      |                                      |
| 3  |                    | Рибаков Максим Радікович           | капітан            | командир 1-го парашутно-десантного батальйону 299-го парашутно-десантного полку 98-ї повітрянодесантної дивізії                                                          | - Інтервенція Росії в Сирію - Операція ОДКБ в Казахстані | 2 лютого 2024 (34 роки)     |                                      | нагороджений орденом Мужності        |
| 4  |                    | Міхеєв Андрій Ігорович             | рядовий            | гранатометник стрілецького батальйону, (підрозділ — не встановлено) |                                                          | лютий 2024 (30 років)       | м. Авдіївка                          |                                      |
| 5  |                    | Дашиєв Жаргал Баїрович             |                    | |                                                          | 9 березня 2024 року         |                                      |                                      |
| 6  |                    | Сьомочкін Микита Ігорович          | старший лейтенант  | командир роти спецпризначення 346-ї окремої бригади спецпризначення |                                                          | 15 березня 2024 (28 років)  | біля м. Лисичанськ                   | нагороджений орденом Мужності        |
| 7  |                    | Суфіяров Ільдар Філоретович        | старший лейтенант  | командир 2-го мотострілецького взводу 2-ї мотострілецької роти 1-го мотострілецького батальйону 31-го мотострілецького полку «Башкортостан» 67-ї мотострілецької дивізії |                                                          | 12 квітня 2024 (52 роки)    |                                      |                                      |
| 8  |                    | Маурер Едуард Сергійович           | молодший лейтенант | командир групи спецпризначення 60-ї окремої роти спецпризначення 41-ї загальновійськової армії                                                                           | Інтервенція Росії в Сирію                                | 5 травня 2024 (33 роки)     |                                      | нагороджений двома орденами Мужності |
| 9  |                    | Водоп'янов Олександр Володимирович | лейтенант          | командир групи в бригаді спецпризначення, (підрозділ — не встановлено)                                                                                                   |                                                          | 22 травня 2024 (23 роки)    | Херсонська область                   |                                      |
| 10 |                    | Кудряков Азіз Махсутович           | старший лейтенант  | командир Мі-28, 332-й окремий вертолітний полк | Громадянська війна в Сирії                               | 25 липня 2024 (27 років)    | Жиздринський район, Калузька область |                                      |
| 11 |                    | Єжов Данило Миколайович            | сержант            | командир відділення 56-го десантно-штурмового полку | Збройний конфлікт на Північному Кавказі                  | 9 серпня 2024 (38 років)    | Роботине                             |                                      |
| 12 |                    | Степанішин Єгор Володимирович      | капітан            | пілот Су-30СМ, 43-й окремий штурмовий авіаційний полк |                                                          | 11 вересня 2024 (28 років)  | Чорне море                           |                                      |
| 13 |                    | Єнін Назар Сергійович              | лейтенант          | командир взводу, 37-ма окрема мотострілецька бригада |                                                          | 5 листопада 2024 (23 роки)  | Новодонецьке                         |                                      |
| 14 |                    | Бакін Сергій Володимирович         | старший лейтенант  | |                                                          | 28 листопада 2024 (24 роки) |                                      |                                      |